# بارت بايمانس
بارت بايمانس (14 مارس 1988 بنيربيلت في بلجيكا - ) هو لاعب كرة قدم بلجيكي في مركز الدفاع. شارك مع منتخب بلجيكا تحت 21 سنة لكرة القدم. أما مع النوادي، فقد لعب مع دين بوستش ورودا ياي سي وفيلم تو تيلبورغ.

## وصلات خارجية
- بارت بايمانس على موقع الاتحاد البلجيكي (الإنجليزية)
- بارت بايمانس على موقع قاعدة بيانات كرة القدم.إي يو (الإنجليزية)
- بارت بايمانس على موقع Soccerway.com (الإنجليزية)
- بارت بايمانس على موقع عالم كرة القدم.نت (الإنجليزية)